# العلاقات الإسواتينية الدومينيكانية
العلاقات الإسواتينية الدومينيكانية هي العلاقات الثنائية التي تجمع بين إسواتيني وجمهورية الدومينيكان.

## مقارنة بين البلدين
هذه مقارنة عامة ومرجعية للدولتين:
| وجه المقارنة                                              | إسواتيني                                   | جمهورية الدومينيكان |
| --------------------------------------------------------- | ------------------------------------------ | ------------------- |
| المساحة (كم2)                                             | 17.36 ألف                                  | 48.67 ألف           |
| عدد السكان (نسمة)                                         | 1.37 مليون                                 | 10.40 مليون         |
| الكثافة السكانية (ن./كم²)                                 | 78.92                                      | 213.68              |
| العاصمة                                                   | لوبامبا، مبابان                            | سانتو دومينغو       |
| اللغة الرسمية                                             | لغة إنجليزية، لغة سوازي                    | اللغة الإسبانية     |
| العملة                                                    | ليلانغيني سوازيلندي                        | بيزو دومنيكاني      |
| الناتج المحلي الإجمالي (بليون دولار)                      | 4.41 مليار                                 | 75.93 مليار         |
| الناتج المحلي الإجمالي (تعادل القوة الشرائية) بليون دولار | 11.13 مليار                                | 149.89 مليار        |
| الناتج المحلي الإجمالي الاسمي للفرد دولار أمريكي          | 3.20 ألف                                   | 6.47 ألف            |
| الناتج المحلي الإجمالي للفرد دولار أمريكي                 | 8.29 ألف                                   | 13.26 ألف           |
| مؤشر التنمية البشرية                                      | 0.531                                      | 0.715               |
| رمز المكالمات الدولي                                      | +268                                       | +1809، +1829، +1849 |
| رمز الإنترنت                                              | .sz                                        | .do                 |
| المنطقة الزمنية                                           | التوقيت القياسي لجنوب أفريقيا، ت ع م+02:00 | 00                  |

## منظمات دولية مشتركة
يشترك البلدان في عضوية مجموعة من المنظمات الدولية، منها:
| علم المنظمة | اسم المنظمة                                 | تاريخ انضمام إسواتيني | تاريخ انضمام جمهورية الدومينيكان |
| ----------- | ------------------------------------------- | --------------------- | -------------------------------- |
|             | الاتحاد البريدي العالمي                     | ?                     | ?                                |
|             | يونسكو                                      | 25 يناير 1978         | 4 نوفمبر 1946                    |
|             | البنك الدولي للإنشاء والتعمير               | 22 سبتمبر 1969        | 18 سبتمبر 1961                   |
|             | منظمة التجارة العالمية                      | ?                     | ?                                |
|             | وكالة ضمان الاستثمار متعدد الأطراف          | 18 أبريل 1990         | 7 مارس 1997                      |
|             | منظمة الشرطة الجنائية الدولية               | ?                     | ?                                |
|             | مؤسسة التمويل الدولية                       | 22 سبتمبر 1969        | 31 أكتوبر 1961                   |
|             | الأمم المتحدة                               | 24 سبتمبر 1968        | 24 أكتوبر 1945                   |
|             | مجموعة دول أفريقيا والكاريبي والمحيط الهادئ | ?                     | ?                                |
|             | مؤسسة التنمية الدولية                       | 22 سبتمبر 1969        | 16 نوفمبر 1962                   |
|             | منظمة حظر الأسلحة الكيميائية                | ?                     | ?                                |